# Edoardo De Angelis (réalisateur)
Pour les articles homonymes, voir De Angelis et Edoardo De Angelis.
Edoardo De Angelis, né le 31 aout 1978 à Naples dans la région de la Campanie en Italie, est un réalisateur, un scénariste et un producteur de cinéma italien.

## Biographie
Edoardo De Angelis naît à Naples en 1978. Il passe son enfance à Portici et à Caserte. Au début des années 2000, il commence à réaliser des courts-métrages et obtient en 2006 un diplôme en réalisation du Centro sperimentale di cinematografia. 
Lors de la première édition du festival international du film et de la musique de Küstendorf, il est présent en compétition avec son court-métrage Mistero e passione di Gino Pacino et fait alors la rencontre du réalisateur serbe Emir Kusturica. Ce dernier apprécie le travail de De Angelis et l'aide à réaliser son premier film. Avec la participation du Centro sperimentale di cinematografia, de la société de production Eagle Pictures et avec le soutien du ministère des Biens et Activités culturels et du Tourisme, De Angelis réalise en 2011 la comédie Mozzarella Stories, sur laquelle Kusturica travaille comme producteur exécutif.
En 2014, De Angelis s'essaie au film noir avec Perez., avec Luca Zingaretti, Marco D'Amore et la débutante Simona Tabasco dans les rôles principaux.
En 2016, il réalise le drame Indivisibili qui raconte l'histoire de Daisy et Viola, deux sœurs siamoises vivant dans la banlieue pauvre de Naples. Exploitées par leur famille, elles découvrent qu'elles peuvent être séparées, générant l'inquiétude de leur famille qui risque de perdre son unique source de revenu. Ce duo féminin est interprété par les sœurs jumelles Marianna et Angela Fontana. Succès critique à sa sortie en Italie, ce film obtient notamment dix sept nominations lors de la 62e cérémonie des David di Donatello, remportant six prix dont le David di Donatello du meilleur scénario original pour De Angelis.
La même année, il tourne le segment Magnifico shock de la comédie napolitaine Vieni a vivere a Napoli.
En 2017, il participe à l'écriture à plusieurs mains du scénario de la comédie italienne L'ora legale réalisé et interprété par le duo comique Ficarra e Picone.
Son film Il vizio della speranza remporte le prix du public au Festival international du film de Rome 2018.

## Filmographie

### Comme réalisateur et scénariste
- 2004 : Quanta donna vuoi (court-métrage)
- 2005 : La merendina tropicale (court-métrage)
- 2008 : Mistero e passione di Gino Pacino (court-métrage)
- 2011 : Mozzarella Stories
- 2014 : Perez.
- 2016 : Indivisibili
- 2018 : Il vizio della speranza
- 2023 : Comandante

### Comme réalisateur
- 2009 : Fisico da spiaggia (court-métrage)
- 2016 : Vieni a vivere a Napoli, épisode Magnifico shock

### Comme scénariste
- 2017 : L'ora legale de Ficarra e Picone

### Comme producteur
- 2014 : Perez.

### Comme acteur
- 2014 : Perez.

## Prix et distinctions
Pour Perez. :
- Nomination au Ruban d'argent du meilleur sujet en 2015.

Pour Indivisibili :
- David di Donatello du meilleur scénario original en 2017.
- Nomination au David di Donatello du meilleur film en 2017.
- Nomination au David di Donatello du meilleur réalisateur en 2017.
- Prix Pasinetti à la Mostra de Venise 2016.
- Prix FEDIC à la Mostra de Venise 2016.
- Prix Gianni Astrei à la Mostra de Venise 2016.
- Prix Lina Mangiacapre à la Mostra de Venise 2016.
- Nomination au Ciak d'oro du meilleur scénario en 2016.

Pour L'ora legale :
- Prix Tonino Guerra du meilleur sujet au Bari International Film Festival en 2017.
- Nomination au Ciak d'oro du meilleur scénario en 2017.